# Ctnost sobectví
Ctnost sobectví (anglicky The Virtue of Selfishness) je sbírka esejí americké filozofky a spisovatelky Ayn Randové, vydaná poprvé v roce 1964. Kniha představuje úvod do autorčiny filozofie objektivismu v oblasti etiky a politické filozofie založené na individualismu. Randová v ní obhajuje racionální egoismus jako jedinou správnou morálku a ostře odmítá altruismus jako etický ideál. Cílem je šťastný a rozumem řízený život jedince založený na objektivních hodnotách vycházející z klíčové alternativy, které svobodné a pojmové bytosti z vlastní povahy čelí: života (racionálno) nebo smrti (iracionálno). Je 6 zásadních ctností objektivistické etiky: integrita, nezávislost, poctivost, produktivnost a hrdost. Všechny jsou spojeny pod jedinou ctností – racionalitou (neporušené užívání rozumu). Primární funkce morálky není podle autorky společenská – je nutným vodítkem pro každého jednotlivce, ať osamělého nebo obklopeného lidmi. V kontextu objektivismu je kniha klíčová k pochopení kořene hodnot, nutnosti morálky a vazby mezi morálkou a fundamentálnější epistemlogií a metafyzikou, které ji logicky předcházejí a poskytují půdu.
Texty ve sbírce vznikaly původně jako samostatné eseje publikované v periodiku The Objectivist. Část z nich napsal dlouholetý spolupracovník Randové a stoupenec objektivismu Nathaniel Branden, americko-kanadský psychoterapeut, který se zabýval především psychologickými aspekty její etiky.
V češtině vyšla kniha pod názvy Ctnost sobectví (2018, přel. Jiří Kinkor) a Ctnost sobectví: nové pojetí egoismu (2024, přel. Jiří Kinkor).